# Laila Shabir
Laila Shabir (Pakistán, siglo XX) es una economista, desarrolladora de videojuegos y empresaria de la industria de los videojuegos pakistaní y emiratí, asentada en Estados Unidos. Es la fundadora y directora general de la organización Girls Make Games, cuyo objetivo es acercar a las niñas y jóvenes de género no binario el desarrollo de videojuegos.

## Trayectoria
Su familia es de Pakistán. Shabir creció en Al Ain en los Emiratos Árabes Unidos. Cuando no fue aceptada en ninguna universidad de los Emiratos Árabes Unidos, Shabir se mudó en 2005 a los Estados Unidos y se graduó en economía en el Instituto Tecnológico de Massachusetts en 2010. Después de graduarse, fue pasante en Merrill Lynch, y luego trabajó en la Oficina Nacional de Investigación Económica, el Banco de la Reserva Federal de Boston y la compañía de inversiones BlackRock.
En 2013, Shabir y su marido, Ish Syed, cofundaron LearnDistrict, un estudio para crear videojuegos educativos. Su primer videojuego, Penguemic, fue lanzado en 2013.
Shabir creó Girls Make Games en 2014, cuando notó la brecha de género entre los solicitantes de empleo en la industria de los videojuegos. Las actividades de Girls Make Games, iniciaron como un campamento de verano que buscaba introducir a las niñas y jóvenes no binarios de entre 8 y 17 años, en el desarrollo de videojuegos durante períodos de tres semanas. También organizan talleres y game jams en todo el mundo; publica recursos e información para padres y maestros sobre carreras en la industria de los videojuegos, y ofrece un programa de becas para mujeres jóvenes, de entre 8 y 24 años, que ingresan a la industria. En 2019, más de 6 000 niñas habían asistido a un campamento de verano de Girls Make Games.
Forma parte de Raising Good Gamers, un movimiento que busca cambiar la cultura de los videojuegos en línea para eliminar la toxicidad y la violencia.

## Reconocimientos
En 2014, Gamer Network incluyó a Shabir en la lista de personas del año en reconocimiento a su trabajo con la iniciativa Girls Make Games. Más tarde, en 2018, la Entertainment Software Association reconoció a Shabir con el Premio "Visionario" por su trabajo para aumentar la participación de niñas en el desarrollo de videojuegos; convirtiéndose en la primera mujer en recibir este premio.
Fue incluida por la revista Variety en la lista de los 500 mejores líderes empresariales del entretenimiento de 2021.
En 2017, se estrenó el corto documental Girls Level Up, de la directora Anne Edgar, que describe la experiencia de las chicas en los campamentos de verano de Girls Make Games y muestra los retos a los que se enfrentan las chicas a las que les gustan los videojuegos y quieren crearlos contados desde la perspectiva de Shabir.